# Rue Rivay
La rue Rivay est une voie de communication située à Levallois-Perret.

## Situation et accès
Cette rue rectiligne joint la Seine à la partie sud-est de Levallois-Perret.
Elle traverse notamment la rue Baudin, la rue Paul-Vaillant-Couturier, la rue Camille-Pelletan, la rue Aristide-Briand et la rue Louis-Rouquier.

## Origine du nom

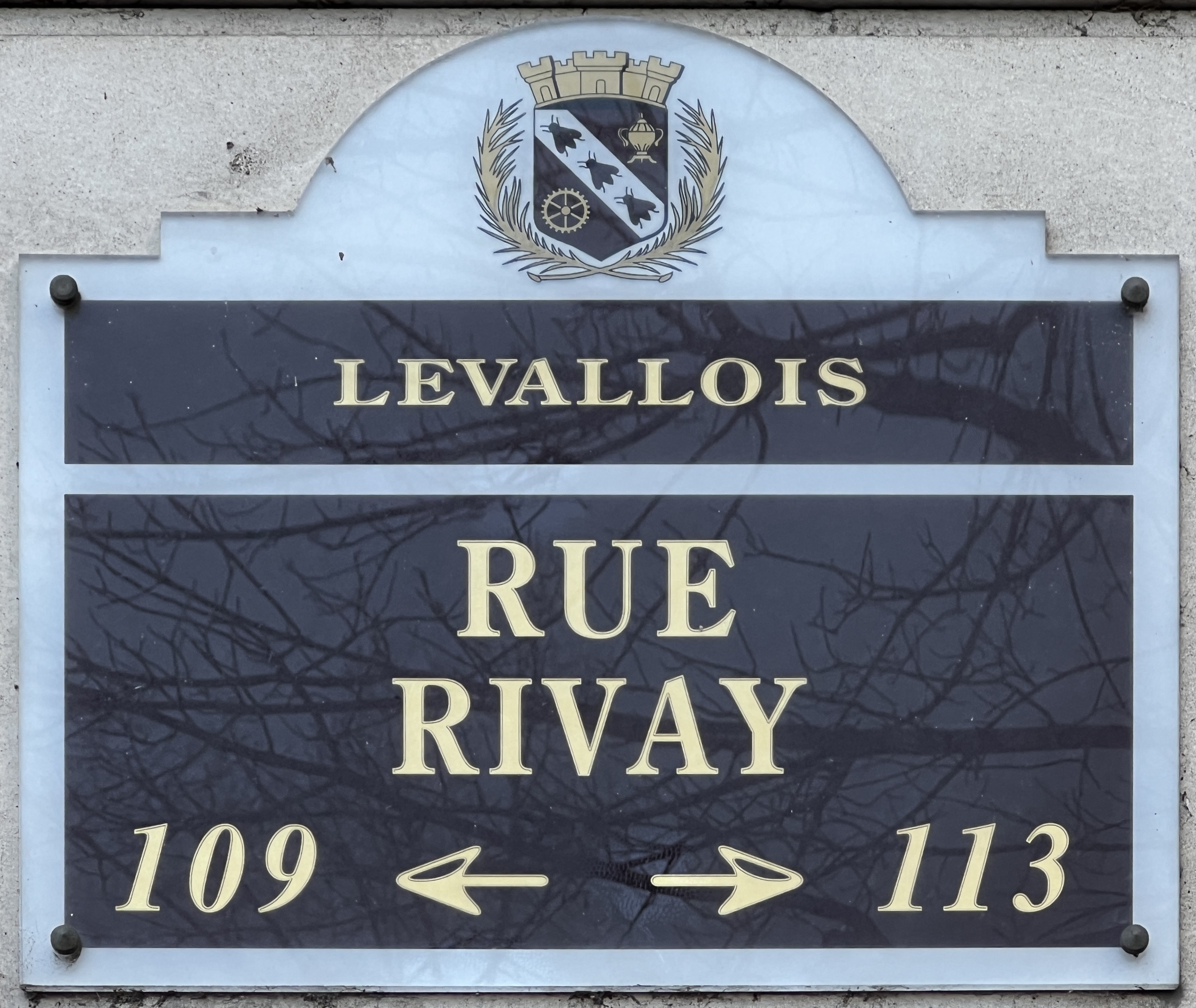
Plaque de la rue.

Elle tient son nom actuel d'Émile Rivay, géomètre, propriétaire, président du bureau de la fabrique de l'église Saint-Justin et ami de Nicolas Eugène Levallois. Il offrit à l'église, en 1859, la cloche Gabrielle et légua à la nouvelle commune une maison où le premier maire de la ville, Paul Caillard, installera la première mairie.
Cette maison se trouvait au 96 rue de Courcelles, aujourd'hui la rue du Président-Wilson.

## Historique
Cette voie de communication s'appelait autrefois « rue Cavé ».
Sa proximité avec le fleuve a provoqué de grands dégâts pendant la crue de la Seine de 1910.

## Bâtiments remarquables et lieux de mémoire
- Église Saint-Justin de Levallois-Perret[7].
- Au numéro 36 Bis est situé le commissariat de police de la ville.
- Au numéro 105, une halle de style Eiffel[8]. Ce bâtiment construit à la fin du XIXème au ou début du XXe siècle abritait les archives du Crédit foncier de France[9].
- Square Léon-Jamin.

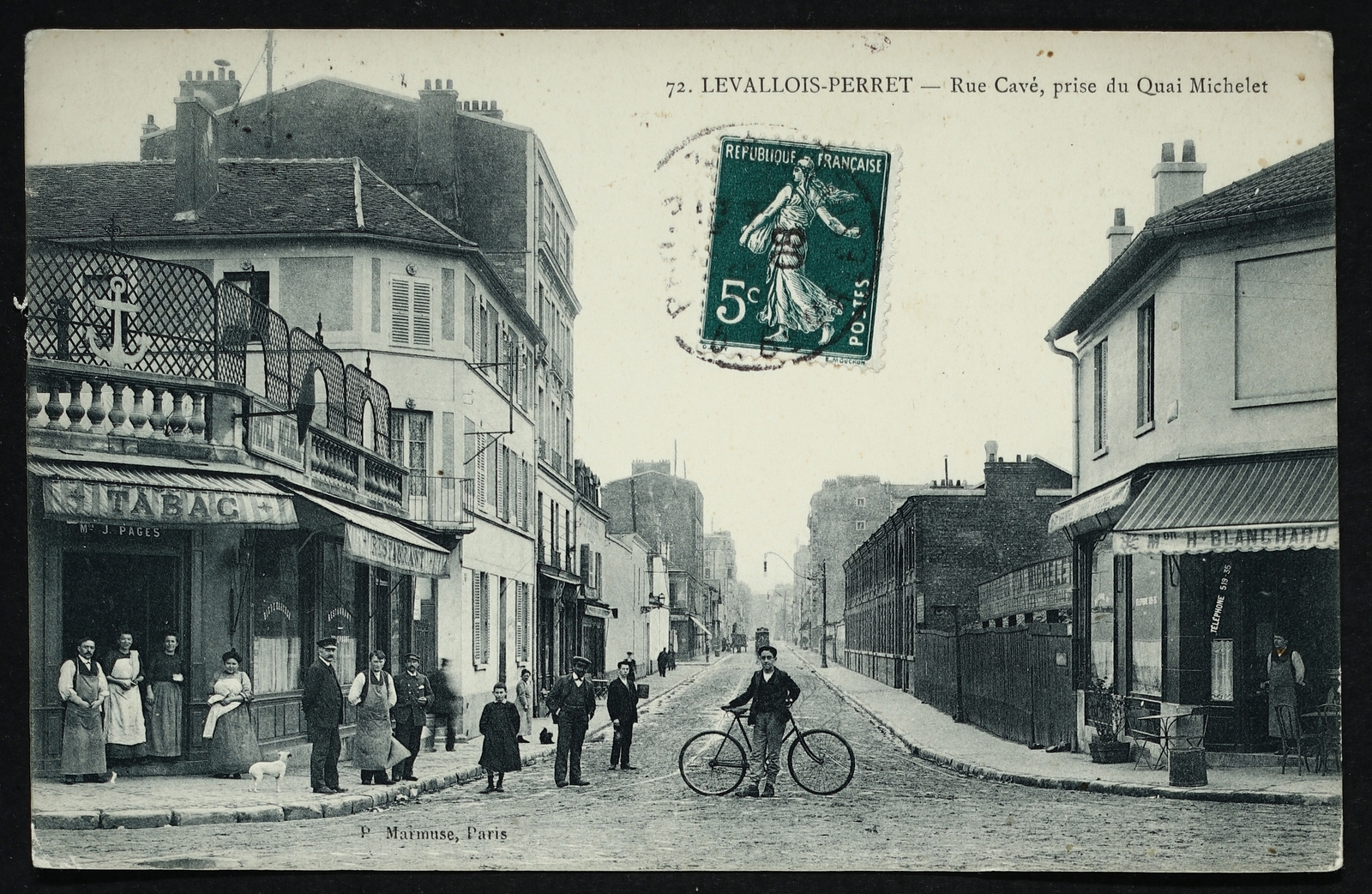
Rue Cavé prise du quai Michelet, aujourd'hui quai Charles-Pasqua.
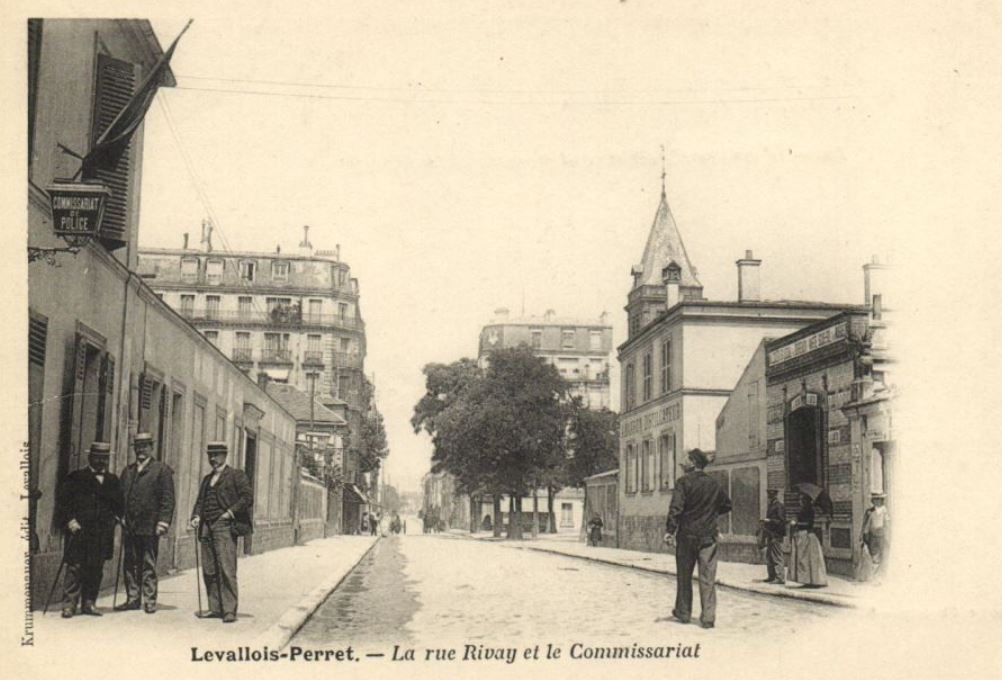
La rue Rivay et le commissariat.
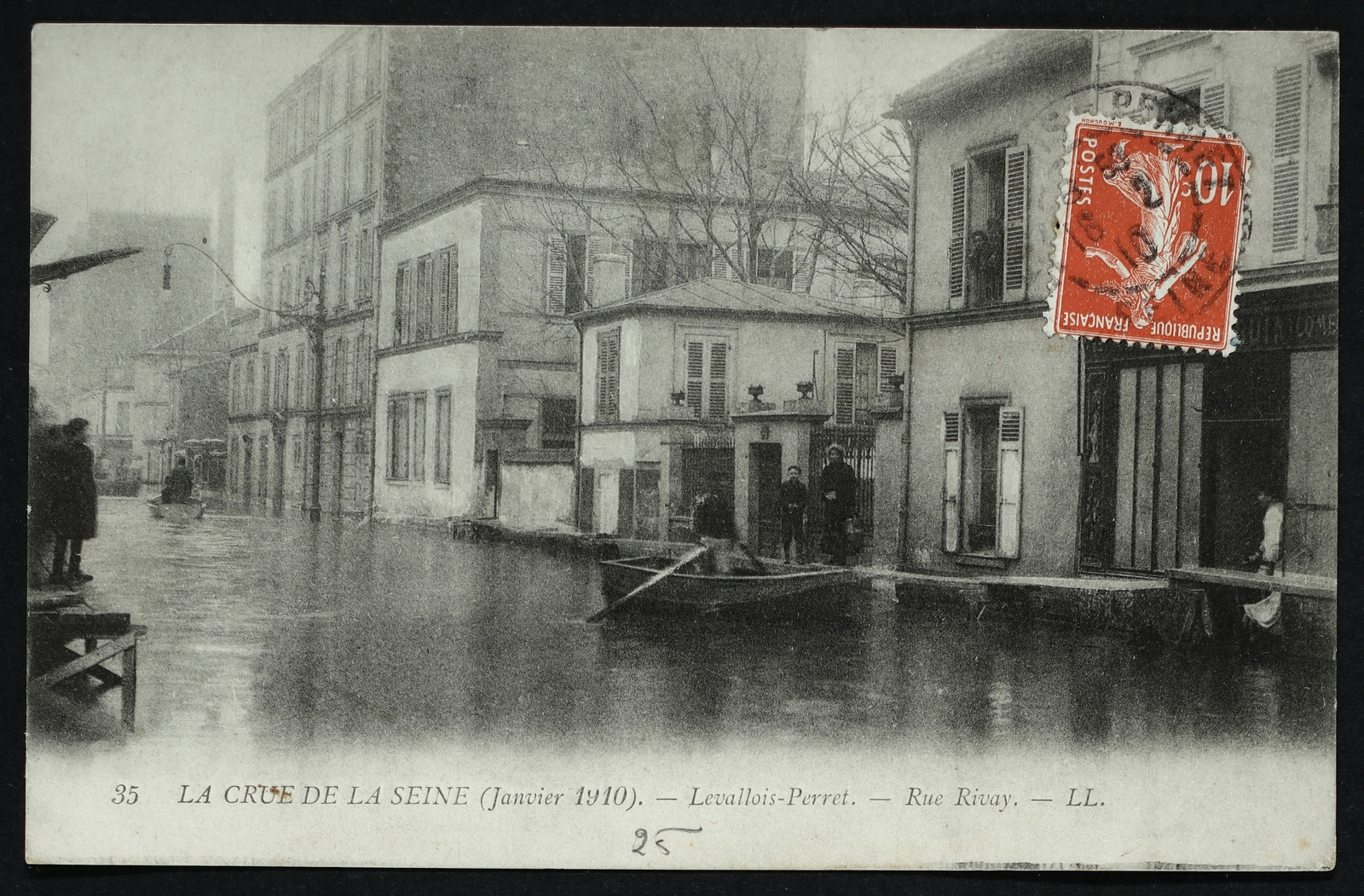
Crue de la Seine en 1910.